# مارباخ (ماربورگ)
مارباخ (به آلمانی: Marbach) یک منطقهٔ مسکونی در آلمان است که در هسن واقع شده‌است. مارباخ ۳٬۴۳۴ نفر جمعیت دارد.